# Most (Słowenia)
Most – wieś w Słowenii, w gminie Mokronog-Trebelno. W 2018 roku liczyła 42 mieszkańców.